# Серван, Жозеф Мишель Антуан
Жозеф-Мишель-Антуан Серван (3 ноября 1737, Роман-сюр-Изер — 3 ноября 1807, Сен-Реми-де-Прованс) — французский судебный деятель и публицист, брат Жозефа Сервана.
Убежденный сторонник энциклопедистов, Серван приобрел известность торжественной речью в гренобльском парламенте, где блестяще развивал начала справедливости и гуманности в судебной практике; впоследствии он прославился последовательным и стойким применением тех же начал в качестве прокурора, поэтому в конце концов (в 1772 году) вынужден был сложить с себя это звание.
Сделавшись публицистом, Серван держался того же направления; был в 1789 г. избран в Генеральные штаты, но отказался. Его речи много теряют при чтении. Важнейшие из них:
- «Sur les avantages de la philosophie» (1764),
- «Sur l’administration de la justice criminelle» (1766),
- «Pour un protestant» (1767), «Sur les moeurs» (1769).

Его статьи:
- «Réfléxtions sur les Confessions de J.-J. Rousseau» (1783),
- «Sur la formation des assemblées» (1789) и др. — собраны в «Oeuvres choisies» (1823), «Oeuvres diverses» (1774) и «Oeuvres inédites» (1825).